# Giuliana Chenal-Minuzzo
Pour les articles homonymes, voir Chenal.
Giuliana Minuzzo, née le 26 novembre 1931 à Vallonara di Marostica et morte le 11 novembre 2020 à Aoste, est une skieuse alpine italienne.

## Biographie
Né à Marostica, elle grandit à Valtournenche. Elle acquiert le nom de famille Chenal de son mari valdôtain. Elle est la première femme à prononcer le Serment olympique, lors des Jeux olympiques d'hiver de 1956 à Cortina d'Ampezzo.
Georges Schneider exploitait, avec son frère Charles, la scierie familiale aux Ponts-de-Martel.

## Palmarès

### Jeux olympiques d'hiver
| Épreuve / Édition         | Descente | Slalom géant | Slalom | Combiné                          |
| JO 1952 Oslo              | Bronze   | 20e          | 9e     | Épreuve inexistante à cette date |
| JO 1956 Cortina d'Ampezzo | 4e       | 13e          | 4e     | Épreuve inexistante à cette date |
| JO 1960 Squaw Valley      | —        | Bronze       | 10e    | Épreuve inexistante à cette date |

### Championnats du monde
| Épreuve / Édition         | Descente | Slalom géant | Slalom | Combiné                          |
| JO 1952 Oslo              | Bronze   | 20e          | 9e     | Épreuve inexistante à cette date |
| JO 1956 Cortina d'Ampezzo | 4e       | 13e          | 4e     | Bronze                           |
| JO 1960 Squaw Valley      | —        | Bronze       | 10e    | —                                |

## Arlberg-Kandahar
- Vainqueur des slaloms 1953 à Sankt Anton et 1955 à Mürren